# Red-light district
Et red-light district er en del af et byområde, hvor der er en koncentration af prostitution og sex-orienterede virksomheder, såsom sexshops, stripklubber og pornobiografer. Udtrykket stammer fra de røde lys, der blev brugt som tegn på bordeller.
Der er områder i mange store byer rundt omkring i verden, som har erhvervet et internationalt ry med red-light distrikter, bl.a. Sankt Pauli og Reeperbahn i Hamborg,
Frankfurt,
De Wallen i Amsterdam,
Bangkok og Pattaya i Thailand, mens Danmark er bedst kendt for Istedgade og Halmtorvet.

## Red Light District i Amsterdam
I løbet af december 2007 og januar 2008 har Amsterdams borgmester Job Cohen gennemført en strengere kontrol med bordeller i byens Red Light District, Wallen, for at komme alfonsvirksomheden i branchen til livs. Indenfor samme tidsrum har bystyret opkøbt en del af bordellerne i kvarteret og udlejet lokalerne til designere, fotografer og kunsthåndværkere. Flere piger har snydt ved at genoptage virksomheden som kunsthåndværkere.